# Bildnis Anna Achmatowa
Das Bildnis Anna Achmatowa aus dem Jahr 1914 ist eines der bekanntesten Werke des Malers Nathan Altman. Es zeigt die Dichterin Anna Achmatowa. Das Gemälde befindet sich im Besitz des Staatlichen Russischen Museums in Sankt Petersburg (Inv.-Nr. ЖБ-1311).

## Hintergrund
Altman verband zu der Zeit, als er das Porträt malte, eine enge Freundschaft mit Anna Achmatowa. Er hatte von 1910 bis 1912 in Paris studiert und war damals stark vom Kubismus beeinflusst. Auch futuristische Elemente finden sich in seinen Gemälden. Unmittelbar nach seinem Aufenthalt in Paris schuf er einen Frauenkopf, dessen Motiv, Komposition, Farbgebung und Behandlung der Formen große Ähnlichkeit mit einem 1913 geschaffenen Porträt aufweisen, das auf seiner Rückseite die Namensangabe „Anna Achmatowa“ trägt. Aus dieser Schaffensphase stammt auch die Frau am Klavier, Madame Wlasiewa, die sich in der Tretjakow-Galerie in Moskau befindet. Zu all diesen Werken hat das Bildnis Anna Achmatowa, das Altman 1914 in Ölfarbe auf Leinwand ausführte, einen engen Bezug.

## Beschreibung des Bildes
Das Bildnis Anna Achmatowa zeigt, leicht hochformatig, ein Ganzkörperbildnis der Dichterin. Anna Achmatowa ist sitzend dargestellt, der Betrachter sieht sie von der rechten Seite her. Die Dichterin hat die Arme vor dem Unterleib verschränkt, so dass ihre linke Hand über dem rechten Unterarm liegt, und das rechte Bein über das linke geschlagen. Der linke Fuß steht auf einem Schemel mit roher Holzmaserung, der schräg und angeschnitten in der rechten unteren Bildecke zu sehen ist. Das Sitzmöbel, auf dem Anna Achmatowa sich niedergelassen hat, wirkt etwas luxuriöser. Es ist zum Teil kubistisch verfremdet; zu erkennen ist ein rundes, gedrechseltes braunes Bein und ein blaues Polster. Im gesamten Bild herrschen Blautöne vor, so trägt die Dichterin ein leuchtend indigoblaues langes Kleid mit einem weißen Kragen um den tiefen Ausschnitt zu dunkleren Strümpfen und hochhackigen Schuhen sowie einer goldgelben Stola. Sie scheint sich an eine Art Säule anzulehnen, die in helleren Grau- und Blautönen gehalten ist und etwas mehr als ein Drittel des Hintergrundes einnimmt. Auf der rechten Seite des Bildes sind im Hintergrund kristallartige Formen über grünblauen Halbkugeln und Pyramiden zu sehen, was den Eindruck einer abstrahierten Landschaftsdarstellung vermittelt. Der Fußboden im Vordergrund, auf dem der Schemel und das einzige erkennbare Bein des Sitzmöbels stehen, ist grauschwarz und wirkt glatt und glänzend; seine hintere Begrenzungslinie ist gebrochen und setzt sich rechts von den Beinen der Porträtierten nicht auf der gleichen Höhe fort wie links. Anna Achmatowa, mit bläulichblasser Haut dargestellt, blickt nach rechts aus dem Bild; ihr Kopf ist im Dreiviertelprofil von rechts zu sehen. Sie trägt ihre schwarzen Haare in einer Knotenfrisur mit Ponyschnitt. Auch die Brauen sind dunkel, die Nase stark gekrümmt und das Kinn energisch.
Laut einer Beschreibung Joseph Brodskys sah die Porträtierte auch im realen Leben „einfach überwältigend aus. Ein Meter achtzig groß, dunkelhaarig, hellhäutig, mit den blassen graugrünen Augen der Schneeleoparden.“
Das Gemälde wurde reproduziert und unter anderem auch als Ansichtskarte verkauft. Anna Achmatowa sagte einmal in einem Gespräch, in dem eine solche Reproduktion erwähnt worden war: „Ich erträumte mir immer, daß mein Mann über seinem Tisch mein Porträt aufhängen würde. Aber niemand hat das getan, weder Kolja noch Wolodja noch Nikolaj Nikolajewitsch. Er hat es erst jetzt aufgehängt, als wir uns getrennt haben. Das heißt, er hat auf seinem Tisch unter das Glas mein Foto und das seiner Tochter gelegt.“
Ein Zitat des Gemäldes von Nathan Altman findet sich bei Serge Poliakoff. Die Karikatur zeigt Anna Achmatowa in der gleichen Pose und Aufmachung wie auf Altmans Bild mitten unter den Gästen eines Kabaretts.

## Ausstellungen
2007/08 wurde das Bildnis Anna Achmatowa im Rahmen der Ausstellung Bonjour Russland im Museum Kunst Palast Düsseldorf gezeigt. Danach war die Ausstellung in London zu sehen. 2016 ist das Bild im Rahmen der Ausstellung Chagall bis Malewitsch in der Wiener Albertina ausgestellt.